# أبيجيل غوثري
أبيجيل غوثري (بالإنجليزية: Abigail Guthrie)‏ مواليد 22 يونيو 1990 في نيوزيلندا، هي لاعبة كرة مضرب نيوزلندية تلعب باليد اليمنى. أعلى تصنيف لها في الفردي كان المركز الـ 1173 في سنة 2013. أعلى تصنيف لها في الزوجي كان المركز الـ 256 في سنة 2014.

## النهائيات

### الزوجي
| الحصيلة | الرقم | التاريخ       | الدورة         | الأرضية  | الشريك      | المنافس                         | النتيجة |
| ------- | ----- | ------------- | -------------- | -------- | ----------- | ------------------------------- | ------- |
| الفوز   | 1.    | 14 يوليو 2013 | شرم الشيخ، مصر | صلبة (o) | كريستي بوكس | آنا مورجينا نايومي توتكا        | 6–1 6–2 |
| الوصافة | 1.    | 10 أغسطس 2013 | إزمير، تركيا   | صلبة (o) | كريستي بوكس | ألكساندرا كرونتش كاتارزينا بيتر | 2–6 2–6 |

## روابط خارجية
- أبيجيل غوثري على موقع رابطة محترفات التنس (الإنجليزية)
- أبيجيل غوثري على موقع الاتحاد الدولي لكرة المضرب (الإنجليزية)
- أبيجيل غوثري على موقع كأس بيلي جين كينغ (الإنجليزية)
- أبيجيل غوثري على موقع خلاصة التنس.كوم (الإنجليزية)